# こばやしけん太
こばやしけん太（1978年2月21日 - ）は、日本のピン芸人である。本名、小林 謙太（こばやし けんた）。
群馬県出身。マセキ芸能社に所属していたが、同事務所のやまもとまさみと共に2013年1月に退社している。TCP-Artistとは業務提携。ボーイズ・バラエティー協会、落語協会所属。

## 略歴
群馬県立前橋南高等学校を経て、日本映画学校（現・日本映画大学）11期生（1999年卒業）出身。
かつてはきぐるみピエロ（1997年結成）というコンビを組んで活動、ボケ役を担当。相方の小池の脱退により2006年4月解散、ピン芸人となる。
R-1ぐらんぷりでは、2009年、2010年、2012年で準決勝進出。
2017年5月にものまね芸人のアキリーヌ・フランソワーズと結婚。
2023年12月より二代目林家三平の門下に加入し、翌年から色物芸人として落語協会の定席興行に代演として出演する事もあった。2025年2月、落語協会正会員となる。

## 芸風等
基本的に一人コント。これまでのネタには、きぐるみピエロ時代から得意としている下ネタや、電気髭剃りや窓拭きの音などの形態模写等。ペットボトルや空き缶などで自分の頭を叩き、簡単な演奏をすることもあった。
現在では紙芝居形式のめくり芸で、効果音の形態模写でネタを披露し、オチの後に一言ネタを言って次のネタに行く、という流れが主である。
ラジオ番組内で、どんなに後輩がミスを犯したとしても「今日の僕は何点ですか？」とそのミスを犯した後輩の問いに対して、「今日のお前は…100点だな。」というお決まりの件がある。それが理由で番組内で『妖怪100点お化け』とあだ名をつけられる。

## 受賞歴
- 2023年3月 令和4年度花形演芸大賞 銀賞[5]

## 出演番組

### テレビ
- あらぶんちょ!　出演　(東京ケーブルネットワーク)
- インパクト!（フジテレビ）
- 爆笑ピンクカーペット（フジテレビ） - キャッチコピーは「お笑いサンプリングマシーン」
- 爆笑レッドカーペット（フジテレビ） - キャッチコピーは「お笑いサンプリングマシーン」
- あらびき団（TBS）
- リンカーン（TBS）
- ジャガイモン（テレ朝チャンネル）
- お笑いメリーゴーランド（TBS）- 第1回（2008年3月22日）、カトゥー直也チームで出演
- くるくるドカン〜新しい波を探して〜（フジテレビ）
- ショーバト!（日本テレビ） - 2010年6月22日・7月6日「ミニバト!」
- 新世紀ネタキング決定戦（TOKYO MX） - 2010年12月2日
- ダウンタウンのガキの使いやあらへんで!!（日本テレビ） - 2011年1月23日『山-1グランプリ』
- アリなし〜アリケン★ゴールデンスタジアム〜（テレビ東京）- 2011年5月21日

出演
- 笑点特大号（BS日テレ）- 2014年出演

### ラジオ
- 高橋けん太の葛飾一膳（かつしかFM）毎週月曜18時～19時、再放送日曜14時～15時

### インターネットテレビ
- TKブラザーズの今夜はたまらん（お台場TV）2011年10月3日

### テレビCM
- 乳酸菌が入った青汁（世田谷自然食品）2015年放送
- グルコサミン＋コンドロイチン（世田谷自然食品）2015年放送
- パーフェクトワンモイスチャージェル（新日本製薬）2015年放送